# Bibliothèque universitaire centrale Lucian-Blaga de Cluj-Napoca
La Bibliothèque universitaire centrale Lucian-Blaga (en roumain Biblioteca Centrală Universitară "Lucian Blaga") de Cluj-Napoca, fondée en 1872, est la bibliothèque pluridisciplinaire de l'Université Babeș-Bolyai. Elle a des filiales dans chacune des facultés de l'Université Babeș-Bolyai. Conjointement avec ses filiales, elle met à la disposition des lecteurs quelque 3 600 000 ouvrages (dont environ 500 000 périodiques), consultables dans les 55 salles de lecture qui disposent de plus de 2100 places.
Elle est une des plus importantes bibliothèques en Roumanie et représente la plus grande bibliothèque de la Transylvanie. Elle est aussi considérée comme étant la bibliothèque universitaire la plus développée au pays, avec ses 3 927 795 ouvrages et 100 774 abonnés.
La bibliothèque offre un grand nombre de services à ses usagers, comme la réservation des salles de lectures, la consultation de publications dans les salles de lectures, le prêt à la maison, la réservation des documents en ligne, le prêt entre bibliothèques, la livraison des documents, l’accès à des bases de données, la réservation des salles de lectures et beaucoup d’autres. Parmi les services, la bibliothèque offre un cours de qualification pour bibliothécaire, de 27 semaines (1080 heures).

## Histoire
La bibliothèque a été créée en 1872, au même temps que l'Université Franz Joseph, lorsque la Grand-duché de Transylvanie (1711–1867) faisait partie de l'Autriche-Hongrie.
Sous la direction de Szabó Károly, la bibliothèque se situait dans l’Université de Cluj. Ce n’est qu’en 1909, quelques dizaines d’années plus tard, sous la direction d’Erdélyi Pál, qu’est inauguré l’actuel bâtiment, se situant sur la rue Clinicilor, no. 2. Ce nouvel espace comprend entre autres des salles de lecture, des bureaux, des salles d’exposition, des salles de collections spéciales.
Entre 1923 et 1925 la bibliothèque a lancé l’organisation de son catalogue, par matières selon la classification décimale universelle.
Après la Première Guerre mondiale, autant le fond de livres que le nombre d’usagers n’ont pas cessé de se développer et d’augmenter. D’où le besoin de construire en 1961, un entrepôt où peuvent être rangés 2 millions d’ouvrages.
C’est en 1990 que la bibliothèque reçoit le nom qu’elle porte encore aujourd’hui « Bibliothèque universitaire centrale Lucian-Blaga », en l’honneur du poète et philosophe Lucian Blaga qui trouve refuge dans cette même bibliothèque entre 1952 et 1959, après avoir été exclu de l’Université de Cluj, par le régime communiste.
Avec l’installation des ordinateurs et la connexion à l’internet, en 1992 a démarré le processus d’informatisation de la bibliothèque ainsi que de la création d’un catalogue en ligne. Ce processus est en développement continu, afin de permettre un accès rapide et facile à l’information, mais aussi aux différentes collections qui contiennent des documents patrimoniaux d’une grande valeur.

## Statut et organisation
La bibliothèque se trouve sous l'égide de l'Université Babeș-Bolyai.

## Collections
Plusieurs dons importants constituent les fonds de la bibliothèque. Parmi ces dons, on compte l’Académie Roumaine, les Archives d’État ainsi que plusieurs autres dons privés. En 1922, Gheorghe Sion, fait un don d’environ 4500 documents, parmi lesquelles des livres, des revues, des manuscrits ou encore des cartes. Ce qui constitue aujourd’hui le « fond d’or » des Collections spéciales.
Entre 1920 et 1972, les fonds passent de 370 000 à 2 600 000 de documents. Durant cette même période, à l’Université de Cluj a été introduit le cours de bibliologie. Des chercheurs comme David Prodan et Emil Racovita ont mis en place le premier catalogue, intitulé : « Le catalogue des revues scientifiques et médicales de Cluj ». C’est aussi Emil Racovita qui met en place les « Collections spéciales », fondées sur les dons de Gheorghe Sion.
À partir de 2001, la Bibliothèque universitaire centrale Lucian Blaga essaye constamment de se procurer de plus en plus de bases de données scientifiques afin d’offrir l’accès à ses usagers.

## Situation et accès
Située dans le centre-ville, dans la Piața Lucian Blaga, la bibliothèque est facilement accessible. En outre, elle se trouve à seulement quelques centaines de mètres de la résidence universitaire d'Hașdeu.
La bibliothèque a une grande capacité d’accueil, étant donné que le nombre de places dans les salles de lectures a fortement augmenté avec le temps. De 1920 à 2008, ce nombre est passé de 252 à 2453 places. Présentement, la bibliothèque compte 2473 places dans plus de 60 salles différentes.